# Safia phoenicopasta
Safia phoenicopasta là một loài bướm đêm trong họ Noctuidae.